# Gerbillus lowei
Gerbillus lowei is een zoogdier uit de familie van de Muridae. De wetenschappelijke naam van de soort werd voor het eerst geldig gepubliceerd door Thomas & Hinton in 1923. De soort is vernoemd naar Willoughby Prescott Lowe (1872-1949), Brits ontdekkingsreiziger en verzamelaar voor het British Museum, die tussen 1907 en 1935 uitgebreide reizen ondernam in Afrika en Azië.

## Voorkomen
De soort komt voor in de hooglanden van Jebel Marra in Soedan.